# 이중섭

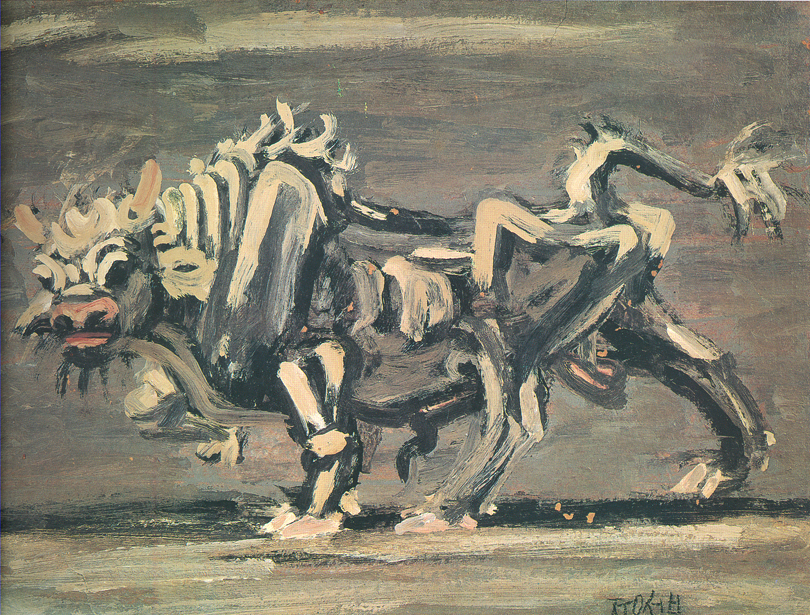
《흰 소》 1954년, 홍익대학교박물관

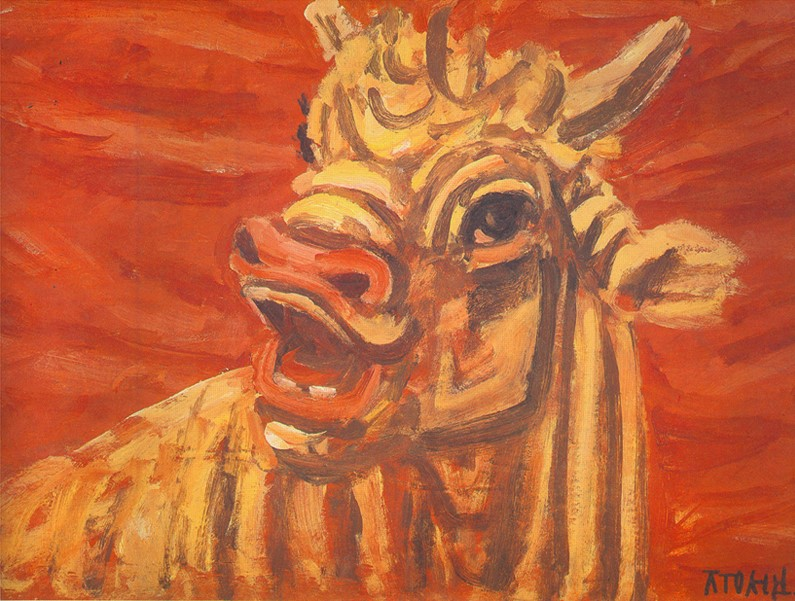
《황소》

《부부》 (1953년, 현대미술관 소장품) 두 마리의 새가 서로를 향하는 모습을 묘사하고 있다. 파랑색과 빨간색이 대조를 보여준다.

이중섭(李仲燮, 1916년 4월 10일~1956년 9월 6일)은 일제강점기, 대한민국의 서양화가로 호는 대향(大鄕), 본관은 장수이다.
이중섭의 작품에는 소, 닭, 어린이, 가족 등이 가장 많이 등장하는데, 향토적 요소와 동화적이고 자전적인 요소가 주로 담겼다는 것이 소재상의 특징이라 할 수 있다. 《싸우는 소》, 《흰 소》, 《움직이는 흰소》, 《소와 어린이》, 《황소》, 《투계》 등은 향토성이 진하게 밴 대표적 작품이다. 《닭과 가족》, 《사내와 아이들》, 《길 떠나는 가족》과 그 밖에 수많은 은지화들은 동화적이고 자전적 요소가 강한 작품들이다.
서울특별시 종로구 누상동 166-10번지에 이중섭 가옥이 있다.

## 생애

### 생애 초기
1916년 4월 10일 조운면 송천리에서 출생하였고, 어린 시절 아버지가 작고하셔서 출생지인 평원을 떠나 외가였던 평양으로 가족 모두 거처를 옮겨 평안남도 평양에서 성장하였다. 외조부는 평양 내에서 손꼽히는 부자로 사업이 아주 번창했다고 한다. 사업 종류가 일제 시대에 거리낄 일이 없는 종류라 어릴 때부터 어려움은 전혀 모르고 편안한 유년 시절을 보낸 것으로 알려져 있다.
중학교를 졸업하고 고등학교 진학 시 평안북도 정주의 오산학교(五山學校)에 입학했다. 오산학교에서 서양화가인 임용련으로부터 미술 교육을 받은 이중섭은 본격적으로 미술의 세계에 입문하게 된다. 민족 정기에 대한 교육을 받은 이중섭은 일본에서 개최되는 미술전에 작품을 제출하게 되는데 오산학교 시절 민족교육의 영향을 크게 받아, 작품의 주제를 황소로 잡고 황소를 소묘하는 작품으로 참가하게 된다. 당시 황소는 일본인들 사이에서 한국하면 떠오르는 이미지가 황소라고 할 정도로 민족정서를 대표하는 동물이라 일본인들이 일부러 소에 관련된 표현 자체를 못하게 하는 분위기였는데, 이런 분위기를 보란듯이 비웃으며 작품을 그려낸다.
첫 작품이라 전시 때 비교적 그림 크기를 크게 그려 내는 기조를 알면서도 손바닥만한 작은 크기에 강렬한 눈빛을 가진 소를 그린 그림을 본 일본의 한 기자는 이중섭의 천재성을 바로 알아보고 감탄했다는 말이 이어진다. 특히 소 그림의 낙관에 '중섭'이 아닌 '둥섭'이라고 씌어 있는 걸 확인할 수 있는데 이는 당시 친일파로 변절한 한 조선인 문학가가 조선총독부의 기관지인 《매일신보》에 게재한 〈머리를 중(승려)처럼 밀고 전쟁에 참가하는 아름다운 청년이 되자〉라는 논조의 사설을 보고 중섭의 본인 이름에 발음이 같은 중자도 부르기 싫고 부끄러운 일이라며 분노하여 낙관의 이름까지 바꿔서 써낸 일화가 있다.

### 일본 유학
1936년 일본 도쿄 데이코쿠 미술 학교(현재의 무사시노 미술대학)에 입학했지만 1937년 자유롭고 혁신적인 분위기의 학풍을 중시하는 도쿄 분카 학원(문화학원)으로 옮겨 졸업하였다. 1941년에는 일본 도쿄에서 유학 생활을 하던 조선인 화가인 이쾌대, 진환, 최재덕 등과 함께 조선신미술가협회(朝鮮新美術家協會)를 결성했고, 1943년에는 자유미술가협회 특별상 태양상을 수상했다.

### 귀국
1945년 고향인 평안남도 평원군에 돌아왔다. 1945년 5월에는 원산에서 일본인 야마모토 이남덕(李南德, 본명: 야마모토 마사코; 山本方子, 1921 ~ 2022.08.13)과 결혼했다. 이남덕은 이중섭을 분카 학원 유학 시절에 만났다.
1946년에는 원산사범학교의 미술교사로 근무했지만 1주일 만에 사직했다. 같은 해에는 그의 친구인 구상 등이 펴낸 시집 《응향》(凝香)의 표지 제작을 맡았지만 《응향》이 퇴폐적, 반인민적, 반동주의적인 작품으로 규정된 필화 사건인 응향 사건에 연루되기도 했다.

### 한국 전쟁 이후
1950년 한국 전쟁 때 월남해서 경상남도 부산, 통영, 제주도 등을 다니면서 살았다. 통영에서 지낼 때 이중섭은 학교에서 학생을 가르치며 힘든 일생 중 그나마 가장 편안하고 가족들을 한국으로 데려올 수 있다는 희망적인 생각을 하며 지내는 시기를 보내게 된다.
이중섭은 그림 재료를 살 돈이 없어서, 담뱃갑의 은박지에 그림을 그릴 정도로 극심한 어려움에 시달렸는데, 이 때문에 1952년 부인이 두 아들과 함께 일본으로 넘어갔다. 그들의 만남은 1953년 이중섭이 부두 노동으로 번 돈으로 마련한 선원증을 통해 일본의 처갓집을 방문하여 한 차례 더 있었을 뿐이다. 그러나 선원증을 갖고 있던 이중섭은 일본에 오래 체류할 수 없었기 때문에 1주일 만에 대한민국으로 귀환했다. 부산, 대구, 통영, 진주, 서울 등을 떠돌며 가난 속에서도 창작에 매달렸다.

### 전시회
1955년 친구들의 도움으로 평생 처음이자 마지막인 전시회를 미도파백화점에서 열었다. 서울에서 열린 전시회에 작품을 마흔가지도 넘게 전시를 하고 20점이나 판매하는 높은 성과를 거두지만, 사기로 한 사람들이 전쟁 후 어려운 형편에 돈으로 주기로 한 작품료를 먹을 것으로 대신하거나 차일피일 미루고 제대로 돈을 지급하지 않자 결국 손에 쥔 돈은 얼마 안되는 수고비 정도였다고 한다.
이중섭은 자신의 전시회를 도와준 동료와 선후배들에게 술이나 대접할 수 있는 정도의 수입만 갖게 되고 이로 인해 가족을 책임지지 못한 가장이라는 자괴감에 빠지게 된다. 그로 인해 중섭은 거식증에 시달리면서 동시에 조현병 증세를 보이게 된다. 1956년 9월 6일에 간염으로 인해 서울 서대문적십자병원에서 41세의 나이로 세상을 떠났다. 친구들이 수소문해서 이중섭을 찾았는데 이미 시신과 밀린 병원비 청구서만이 남아있었다고 한다.

### 기념
현재 제주도 서귀포시에서는 1951년 이중섭 가족이 살던 집을 개조해 이중섭 미술관을 운영하고 있으며, 그 주변으로 이중섭 거리를 조성하였다. 매년 9월에는 이 거리에서 이중섭 예술제를 개최한다.
2016년 9월 1일에는 이중섭 탄생 100주년 기념 우표가 발행되었다. 2007년 3월 6일에는 이중섭을 추모하는 음반인 《그 사내 이중섭》이 발매되었다.

### 서훈 내역
- 1978년 은관문화훈장(2등급, 추서)

## 위작 논란
이중섭의 둘째 아들 이태성(야마모토 야스나리)이 2005년 3월 16일에 첫 공개해서 경매에 내놓은 그림 8점이 2005년 10월에 가짜로 밝혀져서 대한민국의 미술 시장이 냉각되기도 했다.

## 가족 관계
- 배우자: 야마모토 마사코 (한국명: 이남덕, 1921년~2022년 8월 13일[6])
  - 장남: 이태현 (1947년~2016년)
  - 차남: 야마모토 야스나리 (한국명: 이태성, 1950년~ )

## 같이 보기
- 구본웅
- 그 사내 이중섭
- 흰 소